# داني وود
داني وود (بالإنجليزية: Danny Wood)‏ هو موسيقي ومغني أمريكي، ولد في 14 مايو 1969 في بوسطن في الولايات المتحدة.

## وصلات خارجية
- داني وود على موقع IMDb (الإنجليزية)
- داني وود على موقع ميوزك برينز (الإنجليزية)
- داني وود على موقع إن إن دي بي (الإنجليزية)
- داني وود على موقع أول ميوزيك (الإنجليزية)
- داني وود على موقع ديسكوغز (الإنجليزية)
- داني وود على موقع قاعدة بيانات الفيلم (الإنجليزية)